# Александров Сергій Леонідович
Сергій Леонідович Александров (рос. Сергей Леонидович Александров; нар. 7 грудня 1973, Чебоксари, РРФСР, СРСР) — радянський, український та російський футболіст та тренер, виступав на позиції воротаря. Зіграв один матч у вищій лізі України.

## Кар'єра гравця
Вихованець ДЮСШ Чебоксарского агрегатного заводу. На дорослому рівні розпочав виступати у 16-річному віці в складі чебоксарської «Сталі» у другій лізі СРСР.
У 1991 році перейшов у тернопільську «Ниву», в її складі зіграв 12 матчів в останньому сезоні чемпіонату СРСР у другій лізі. 22 листопада 1992 зіграв свій єдиний матч у вищій лізі України проти «Вереса», а також взяв участь в одному матчі Кубка України.
У 1993 році повернувся в Росію і протягом сезону виступав за дубль московського «Локомотива», потім виступав в одному з нижчих дивізіонів Болгарії за «Пірін» (Гоце Делчев). У 1995 році був у заявці нижньокамського «Нафтохіміка», але жодного разу не вийшов на поле.
Надалі виступав у третьому й другому дивізіонах Росії за «Кристал» (Сергач), оренбурзький «Газовик», владивостоцький «Промінь», «Торпедо» з Волзького і магнітогорський «Металург», ні в одному з цих клубів не провів більше двох сезонів. У 30-річному віці завершив професійну кар'єру і потім ще близько 10 років виступав за аматорські команди Поволжя.
Станом на 2016 рік виступав в аматорській лізі 8х8 за команду «Естет» (Чебоксари), там же працює дитячим тренером.

## Кар'єра в збірній
28 жовтня 1992 року взяв участь у матчі молодіжної збірної України проти однолітків з Білорусі, який закінчився нульовою нічиєю.
Після повернення в Росію грав за юнацьку збірну країни, в її складі став чвертьфіналістом молодіжного чемпіонату світу 1993 року.